# Académie des sciences et des lettres de Mayence
L’Académie des sciences et des lettres de Mayence ( en allemand : Akademie der Wissenschaften und der Literatur Mainz — AdW-Mainz) est une académie des sciences allemande fondée en 1949.

## Histoire
L'Académie est fondée le 9 juillet 1949 par des scientifiques et des littéraires à Mayence avec pour finalité le souci des sciences et des lettres et la conservation et l'étude de la culture. Parmi les pères fondateurs, on peut citer Alfred Döblin et Raymond Schmittlein.
L'association se situe dans la ligne de Gottfried Wilhelm Leibniz, lequel avait développé le concept de ce type d'institution, du temps où il était à la cour de l'archevêque de Mayence.
Elle a été fondée avec l'appui des autorités françaises par d'anciens membres de l'Académie des sciences de Prusse à Berlin, laquelle avait déménagé à l'Ouest à la fin de la Seconde Guerre mondiale. La tradition de l'Académie des sciences de Prusse a été ensuite reprise après la fondation de la République démocratique allemande (RDA) par l'Académie des sciences de la RDA.
L'Académie soutient la publication de plusieurs collections ; elle a entre autres financé l'édition du Wortatlas der kontinentalgermanischen Winzerterminologie (WKW, Lexique de la terminologie viticole germanique et continentale) confié à l'Institut d'études régionales historiques de l'Université de Mayence.

## Organisation
L'Académie des sciences de Mayence est une association publique (en allemand : Körperschaft des öffentlichen Rechts, KöR). Comme association de savants elle porte divers projets de recherche et organise des conférences et des colloques scientifiques. Elle est également membre de l'Union des académies allemandes des sciences.
L'Académie soutient la recherche fondamentale à long terme, sauf les projets déjà soutenus par d'autres institutions telles que la Société Max-Planck.
L'Académie coordonne au nom de l'Union des académies allemandes des sciences les éditions des œuvres de nombreux compositeurs (Bach, Haydn, Mozart, Wagner, Carl Maria von Weber, Schönberg) et le Répertoire International des Sources Musicales (RISM) avec un bureau central à la Bibliothèque de l'Université de Francfort.
L'AdW-Mainz a trois départements :
- Mathématiques et sciences naturelles, avec entre autres sujets :
  - la recherche biologique et médicale de base
  - virus et biodiversité
  - sciences de la Terre
  - recherche sur le climat
- Sciences humaines et sociales, avec entre autres :
  - émergence de l'Assistance sociale allemande (collection de référence sur l'histoire de la politique sociale allemande 1867-1914 )
  - révision des Regesta Imperii
  - publication de dictionnaires scientifiques (russe-allemand, Lessico Etimologico Italiano (en))
  - édition des inscriptions médiévales et modernes (projet inter-universitaire englobant Hesse, Rhénanie-Palatinat et Sarre : Die Deutschen Inschriften (en), DI)
  - documentation des vitraux médiévaux (Corpus Vitrearum Medii Aevi, CVMA ou CV)
  - acquisition et catalogage des discours funéraires de l'époque moderne (Centre de recherche pour les écrits personnels)
- Littérature et musique, dont :
  - publication de la collection sur Mayence Mainzer Reihe (travaux de recherche en littérature, biographies et publications de travaux de recherche)
  - remise de prix littéraires (prix Joseph Breitbach (de), lectures poétiques (Poetikdozentur))

Chaque section a 30 membres ordinaires et jusqu'à 50 membres correspondants. Les membres ordinaires sont choisis parmi les professeurs et écrivains de toute l'Allemagne, les membres correspondants sont des scientifiques de renommée internationale. Une innovation en 2010 est l'extension de la section littérature dans le domaine de la musique et l'élection de musiciens et compositeurs de renom.

### Présidence
L'Académie est gérée par un Præsidium, composé d'un président et d'un vice-président par département.
| Identité                        | Période          | Période      | Durée |
| Identité                        | Début            | Fin          | Durée |
| ------------------------------- | ---------------- | ------------ | ----- |
| Gernot Wilhelm (d) (né en 1945) | 2013             | 30 juin 2017 | 4 ans |
| Reiner Anderl (d) (né en 1955)  | 1er juillet 2017 |              |       |

En 2014, le président de l'Académie est Gernot Wilhelm (de), les vice-présidents :
- pour les mathématiques et les sciences de la nature, Reiner Anderl (de)
- pour les sciences humaines et sociales, Stefan Hradil (de)
- pour la littérature et la musique, Norbert Miller (de).

## Récompenses
L'Académie des sciences et des lettres de Mayence décerne les prix suivants :
- prix de l'académie de Rhénanie-Palatinat
- prix Balzac (Prix littéraire donné une seule fois, en 1952 à l'écrivain Erwin M. Schneider)
- prix de la Commerzbank (parrainé par la Fondation Commerzbank)
- chevalière de l'Académie (jusqu'ici seulement attribuée à Malcolm Wiener en 2000)
- prix de la biodiversité
- prix Joseph Breitbach (de)
- médaille Leibniz
- prix Nossack
- prix Robert-Schumann pour la poésie et la musique, décerné la première fois en 2012 à Pierre Boulez[5] ; en 2014 à Wolfgang Rihm[6]
- prix Rudolf Meimberg (de)
- médaille Wilhelm Heinse (de) (1978-2001)
- médaille Zedler

En outre, l'Académie soutient les fondations suivantes :
- Fondation Erwin Wickert : prix Orient et Occident de la Fondation Erwin Wickert
- Fondation Walter et Sibylle Kalkhof : prix du Mémorial Walter Kalkhof-Rose
- Fondation Kurt Ringger

## Membres (liste non exhaustive)
Les personnes citées sont allemandes, sauf si c'est précisé.
- Andreas Alföldi, historien hongrois
- Cahit Arf, mathématicien turc
- Matthieu Arnold, historien français
- Peter Ax, biologiste
- Jürgen Becker, écrivain
- Helmut Berve, historien
- Kurt Bittel, archéologue
- Hans Blumenberg, philosophe
- Elisabeth Borchers, écrivain
- Volker Braun, écrivain
- Pierre Demargne, historien français
- Max Deuring, mathématicien
- Irene Dingel, historienne
- Alfred Döblin, médecin et historien devenu français
- Anne Duden, écrivain
- Sybille Ebert-Schifferer, historienne
- Moritz Eggert, pianiste compositeur
- Jürgen Ehlers, physicien
- Wilhelm Emrich, spécialiste de littérature
- Robert Folz, médiéviste français
- Heiner Goebbels, compositeur
- Lars Gustafsson, romancier suédois
- Otto Hahn, prix Nobel de chimie
- Ludwig Harig, écrivain
- Peter Härtling, écrivain
- Roman Herzog, homme politique
- Friedrich Hirzebruch, mathématicien
- Barbara Honigmann, romancière et peintre
- Otmar Issing, économiste
- Werner Jaeger, historien
- Pascual Jordan, physicien
- Jürgen Jost, mathématicien
- Eric Kandel, prix Nobel de médecine, autrichien
- Hermann Kasack, écrivain
- Daniel Kehlmann, écrivain
- Hermann Kesten, écrivain
- Wilhelm Klingenberg, mathématicien
- György Konrád, romancier hongrois
- Ernst Kreuder écrivain
- Karl Krolow, poète
- Michael Krüger, écrivain
- Hans Kuhn (en), physicien
- Karl Lehmann, cardinal
- Jean-Marie Lehn, chimiste français
- Claudio Magris, écrivain italien
- Robert Minder, germaniste français
- Adolf Muschg, écrivain suisse
- Karl Otten, écrivain
- Michel Parisse, historien français
- André Piganiol, historien français
- Wolfgang Rihm, compositeur
- Joachim Ritter, philosophe
- Sasha Marianna Salzmann, dramaturge
- Raymond Schmittlein, toponymiste français
- Siegfried Schott, égyptologue
- Rudolf Alexander Schröder, écrivain et architecte
- Lutz Seiler, écrivain
- Arnold Stadler, écrivain
- Thomas Stocker, climatologue suisse
- Carl Troll, botaniste et géographe
- Otmar von Verschuer, médecin eugéniste
- Stefan Vogenauer, juriste
- Joseph Vogt, historien
- Dieter Wellershoff, écrivain
- Jean Zinn-Justin, physicien français
- Hanns Zischler, acteur et réalisateur

## Source de la traduction
- (de) Cet article est partiellement ou en totalité issu de l’article de Wikipédia en allemand intitulé « Akademie der Wissenschaften und der Literatur Mainz » (voir la liste des auteurs).